# Ananka (luna)
Anánka (starogrško Ανάγκη, Anánke) je Jupitrov naravni satelit. Spada med nepravilne satelite z vzvratnim gibanjem. Je največja članica Anankine skupine Jupitrovih lun, ki krožijo okoli Jupitra v razdalji od 19,3 do 22,7 Gm in imajo inklinacijo okoli 150°. Tej skupini daje tudi ime.
Luno Ananka je leta 1951 odkril Seth Barnes Nicholson na Observatoriju Mount Wilson. Ime je dobila leta 1975 po Ananki iz grške mitologije, ki je bila mati Adrasteje (oče je bil Zevs). Pred tem je bila luna znana kot Jupiter XII. V začetku so jo imenovali tudi Adrasteja, ki pa je danes druga Jupitrova luna. Luna Ananka ima polmer okoli 14 km in obkroža Jupiter v povprečni razdalji 21,280.000 km. Obkroži ga v 629 dneh 18 urah in 29 minutah po krožnici z veliko izsrednostjo (ekscentičnostjo), ki ima naklon tira okoli 150,7° (na ekliptiko) oziroma 149,9° (na Jupitrov ekvator). Iz značilnosti tirnice predvidevajo, da je največji ostanek telesa, iz katerega je po razpadu nastala Anankina skupina (16 satelitov).
Njena gostota je ocenjena na 2,6 g/cm3, kar kaže, da je sestavljena iz kamnin. 
V vidnem delu spektra izgleda nevtralna do svetlordeče barve. V infrardečem delu spektra je podobna asteroidom tipa P (imajo nizko odbojnost in rdečkast spekter, sestavljeni so iz silikatnih spojin in vode). Njen navidezni sij je 18,8 m.